# Копан (сграда)
Сграда Копан (на португалски: Edifício Copan, от Companhia Pan-Americana de Hotéis e Turismo) е 118,44-метров жилищен небостъргач в центъра на Сао Пауло, Бразилия. Има 1160 апартамента и е една от най-големите сгради в Бразилия.

## Проектиране, строителство и име
Сградата е проектирана от Оскар Нимайер в Сао Пауло. Негова е идеята за синусоидната линия на фасадата. Идеята е за сграда, достъпна за различни слоеве от бразилското общество. Първоначалният проект предвижда две сгради, като другата да е хотел, но в края на краищата е построена само жилищната сграда.
Строителството започва през 1952 г. и след няколко прекъсвания е напълно завършено през 1966 г. През 1962 г. се нанасят първите обитатели. Това е една от най-големите сгради в Бразилия.
Името на сградата е акроним от името на първоначалния ѝ разработчик, Companhia Pan-Americana de Hotéis e Turismo – Панамериканска компания за туризъм и хотели.

## Съоръжения
Днес сградата има 1160 апартамента, от малки студиа до големи тристайни апартаменти, и 2038 жители, обслужвани от 20 асансьора и 221 подземни паркоместа. В приземния етаж са разположени 72 бизнеса,  евангелистка църква и 4 ресторанта. Площта на сградата е 10 572,80 km2.
Поради големия брой живущи, Бразилските пощенски служби имат отделен пощенски код за сградата – 01046 – 925. В кооперацията има над 100 служители, обслужващи живущите и осигуряващи поддръжка.
Първоначалният проект на Нимайер предвижда парк до сградата, втори парк в отворено пространство на първия етаж и тераса на покрива. Днес външният парк се използва от сграда на банка, а парковете на първия етаж и на покрива са затворени.
От 2014 г. цялата сграда е покрита с прозрачна синкава завеса, за да предпазва пешеходците отдолу от риска от падащи мозайкови плочи от фасадата. Обсъжда се проект за ремонт и подмяна на 72-те милиона плочи от облицовката на сградата.

## Галерия
- Копан в градската среда.
- Фасада.
- Пожарно стълбище.
- Интериор.